# Joan Llimona i Bruguera
Joan Llimona i Bruguera (Barcelona, 23 de juny de 1860 - 23 de febrer de 1926) fou un pintor català del Modernisme i màxim representant de la branca misticista, en concret ortodoxament catòlic. Va estudiar a l'Escola Llotja i als prestigiosos tallers de Ramon Martí Alsina i d'Antoni Caba. Fill del fabricant Josep Llimona i Bonafont, era germà de l'escultor Josep Llimona, amb qui visqué a Itàlia durant quatre anys, i pare de la també pintora Núria Llimona Raymat i de la il·lustradora Mercè Llimona i Raymat.
La seva gran religiositat va influir molt a la seva obra; va fundar el Cercle Artístic de Sant Lluc juntament amb el seu germà i altres artistes i també es va dedicar a la pintura mural. Va morir a Barcelona el 1926.

## Biografia

### Primers anys
Joan Baptista Ramon Francesc d'Asís Llimona i Bruguera va néixer el matí de la revetlla de Sant Joan del 1860 al carrer del Correu Vell. Fou fill de Josep Llimona i Bonafont i Josepa Bruguera i Casamitjana, va ser el més gran de la nombrosa descendència que tingué el matrimoni, dels qui només van sobreviure ell, Alfons, el segon germà, Josep, el tercer, i la petita, Enriqueta; això no obstant, Alfons i Enriqueta van morir molt joves.
Els nois van quedar sense mare molt aviat i van créixer sense un control rigorós. El pare dels germans Llimona, dependent de la fàbrica de velluts Barrau, va comprar la maquinària en el moment en què la indústria va ser desnonada, passant a ser l'amo d'una nova fàbrica. El senyor Llimona va aprofitar la seva gran afició musical -tocava el piano i la flauta- per a obtenir algun benefici econòmic mentre va haver de rescatar les màquines; la seva música era apreciada a reunions particulars i a cafès, on tocava els dissabtes a la nit i alguns diumenges.
Joan i Josep devien fer-se càrrec de la fàbrica que va prendre el nom d'Hereus de Josep Llimona, encara que sens dubte les seves aptituds no eren precisament les pròpies d'un industrial. En canvi, aviat es va esbrinar la vocació dels dos germans, que van manifestar interès per la interpretació plàstica, realitzant figures o dibuixos.
No es tenen gaires notícies sobre la formació artística de Joan Llimona, però cal esmentar les primeres classes de dibuix rebudes a l'acadèmia de Frederic Trias, amic del pare, les classes nocturnes a l'Escola Llotja i especialment les lliçons de Martí Alsina i la freqüentació del taller d'Antoni Caba. El seu pare, pensant en ell com a responsable de la continuïtat de la seva fàbrica de velluts, desitjava que estudiés enginyeria, però Joan Llimona va preferir la carrera d'arquitectura perquè tenia un major component artístic. Va ser un bon estudiant, però no va finalitzar els seus estudis i a manca de quatre assignatures va abandonar la carrera arquitectònica sense obtenir-ne el títol.

### Viatge a Roma
L'any 1879, havent abandonat els estudis d'arquitectura, va marxar a Roma per acompanyar el seu germà  Josep qui encara era menor d'edat i havia guanyat la Pensió Fortuny atorgada per l'Ajuntament de Barcelona.
Durant l'estada a Roma, els germans Llimona van ser acollits en un primer moment al taller d'Enric Sierra, però tot seguit van llogar un estudi a la Villa Estrollfern, una antiga vil·la propera a la Villa Borghese, que va esdevenir el seu taller i la seva residència durant la resta de la seva etapa a Roma. Durant el dia treballaven en aquest local i ja de nit acudien a l'acadèmia de Gigi, un model jubilat que havia posat per a Marià Fortuny. Però no consta que els germans Llimona es relacionessin assíduament amb cap cenacle ni que tinguessin gaire amistat amb altres artistes establerts a Roma, catalans o no.
Existien dues tendències pictòriques que s'estudiaven en aquells moments a Roma: d'una banda els partidaris del tableautin d'ascendència napolitana i d'altra banda aquells que cultivaven els grans temes històrics. La correspondència creuada entre Joan Llimona i el seu amic Carles Pirozzini i Martí deixa entreveure els esforços de Joan Llimona per crear-se una trajectòria com a pintor. D'una banda procura cercar temes adients per a composicions historicistes de gran format i d'altra banda realitza quadres de petit format, estudis i tableautins.

### Estada a Venècia
Entre la tardor i l'estiu de 1882 va viatjar a Venècia, amb la intenció d'exercitar-se en el domini del color i donar més lluminositat a la seva paleta. Abans de partir, confessà en algunes de les seves cartes que temia que la pal·lidesa de color que es notava en algun dels seus treballs s'arrelés, i ja que era jove podia deslliurar-se d'aquesta tendència i pintar en una atmosfera de color i vida diferent del que respirava a Roma. La seva intenció amb el viatge a Venècia era pintar a l'aire lliure, per adquirir força de color i practicar les pinzellades de toc o de punta.
Un dels temes apuntats en una altra carta consistia en “un anciano, una mujer y su hija que dan el último adiós al buque que se lleva al marido y al padre. La niña enciende un cirio a la Virgen y la madre en actitud de rezar mira tristemente al buque. La escena en la laguna. El mar muy tranquilo con la luna en el horizonte... por supuesto esto inter nos pues hoy día los asuntos deben tenerse bajo llave”. Es tracta de la primera idea d'un argument que acabaria donant lloc a Els emigrants, l'obra que l'any 1887 va presentar al Saló de París. Va realitzar visites a museus venecians on va poder veure pintures de Veronese, Tiepolo i Tintoretto, que van causar una gran impressió en la seva sensibilitat.

### Viatge d'estudis a Madrid
Havent tornat de Roma va realitzar, també, un viatge d'estudis a Madrid que va completar la seva formació. Va freqüentar el Museo del Prado, on va fer còpies d'algunes obres i es van decantar les seves preferències, que explicava així a Pirozzini: 
| « | El número 1, Velázquez. Després d'ell, el que m'agrada més, és a dir, el que té qualitats més sòlides és Ribera. Murillo ja em va agradant en algunes coses encara que trobant-lo sempre molt convencional. Però té coses bones. Tiziano: m'agraden dues coses: la Danae i el retrat de Carles V. No vull dir que lo altre sigui dolent. Pablo Veronese no l'entenc, no el sé veure. Una cosa que té a l'Escorial m'agrada per l'aire. De Rafael m'agrada una mica la perla. No més que una mica | » |

Entre les obres d'autors contemporanis elogia El testament d'Isabel la Catòlica de Rosales (1864), la Juana la Loca de Francisco Pradilla (1874) i un “bisbe” de Benet Mercadé.

### Tornada a Barcelona
Quan els dos germans van tornar a Barcelona, Joan tenia aproximadament vint-i-quatre anys. En aquell moment hi havia a Barcelona dos grups d'artistes, un format per aquells que es podrien denominar els aristòcrates, que es reunien a l'Ateneu Barcelonès, i l'altre el d'aquells més artesans que formaven el Centre d'Aquarel·listes, a la  Plaça de la Catedral. Aquí acudien associats per pintar models i també jugaven al dominó, i d'aquest darrer grup va ser partícip Joan Llimona.
En aquesta etapa, considerada la primera de la seva activitat professional, realitza un tipus de pintura qualificada d'anecdòtica, que beu del folklore dels interiors mariners i rústics, amb una escenografia molt típica den gran realisme detallista i amb cert dramatisme ambiental.
El desembre del 1884 participa en la Segona Exposició de Belles Arts junt amb Baixeras, Cusachs i d'altres. En aquesta mostra van destacar dues de les seves obres: Chist!… i Primeres nocions, favorablement comentades per la crítica.
El 1886, va presentar l'obra Al amanecer a l'exposició col·lectiva del Saló de París, i a l'exposició de 1887 a la mateixa sala va presentar la seva tela Els emigrants per a l'exposició de Belles Arts, que, junt amb La primera dent presentada el 1889 a l'Extraordinària de Belles Arts, esdevenen mostres molt característiques d'aquesta primera etapa de Joan Llimona.

### Conversió al Cristianisme
Al voltant de 1890 Joan Llimona es va entregar per complet al catolicisme. Aquest fet ve donat perquè, als trenta anys, el pintor encara romania solter i va patir una crisi personal. Tot això, lligat que va tornar malalt de Roma i va ser tractat pel doctor Josep Blanch i Benet, un home de fe i raó espiritual alhora que il·lustrat, va fer sens dubte que Joan seguís el camí per entrar a la vida de l'Església.
La seva preocupació pels assumptes religiosos el van portar a una vivència de fe pragmàtica, feia una pràctica constant del bé, de lluita per la defensa dels bons costums, una moral neta, la protecció del més dèbil i de la dona, a qui considerava víctima del vici i de la societat.
Llimona va realitzar el seu apostolat a través de la seva pintura, dels seus articles i dels seus dibuixos per a diaris catòlics. El catolicisme impregnà de manera sobtada el seu art. A partir d'aquí, algunes de les seves obres van aixecar violentes crítiques, com per exemple La mort sobtada, de manera que l'autor va decidir destruir-la aprofitant després el llenç per pintar, el 1896, la seva obra Tornant del tros.
En aquesta etapa, l'antic anecdotisme es barreja amb el desig d'expressar estats d'esperit que emocionen per caritat, Joaquim Folch i Torres assenyala que en aquesta postura neo-cristiana va poder influir l'art del pintor alemany Frederic von Ude, qui posà de moda per tot Europa aquesta tendència.

### Cercle Artístic de Sant Lluc
El 1893 els germans Llimona, juntament amb Antoni Gaudí i els pintors Dionís Baixeras i Joaquim Vancells van fundar el Cercle Artístic de Sant Lluc amb la finalitat d'aglutinar els artistes cristians que, seguint una mica la línia del Cercle d'Aquarel·listes, tractaven d'aconseguir una institució semblant a un gremi, purament artística, sense cabuda per al joc ni al vici. S'allunyaven del que esdevenia el  Cercle Artístic, donant lloc al que, primerament, es va anomenar Círcol Artístic de Sant Lluc.
Els estatuts de l'entitat havien de ser d'un estricte catolicisme, un assessor els guiaria en assumptes de religió i moral, i el model femení va ser proscrit en un principi. Joan Llimona va ser cridat pel bisbe Josep Torras i Bages i aquest li aconsellà que per motius professionals, calia admetre a l'entitat el model femení. Des d'aquell moment, es va alternar el model d'ambdós sexes.
A principis del segle xx publica, com Dionís Baixeras,  Josep Nogué o els germans  Masriera, dibuixos a la revista Cu-cut!. Durant aquest període, la vida privada de Llimona pateix certs canvis, sent ja un artista consagrat, va contraure matrimoni amb la seva primera esposa, Pilar de Gispert i Serra, amb qui tingué sis fills, però ella va morir el 1907 en donar a llum al setè.

### Pintura mural
L'any 1898, el Cercle Artístic de Sant Lluc va celebrar una sessió a la memòria de Puvis de Chavannes i de  Burne Jones; el Prerafaelitisme britànic va influir, junt amb el corrent realista d'alguns pintors francesos com Jean-François Millet en l'art de Llimona.
Per a la realització d'aquest gran aspecte de la seva obra, la pintura mural, Llimona posseïa uns coneixements molt sòlids i d'aquesta manera resolia els  escorços de les seves cúpules i els frisos que havien de ser col·locats a certa distància del terra. Concebia la seva pintura –incloem la realització de les seves dues cúpules, Montserrat i Vic– una mica pensada per a la paret, com a prolongació de la pintura de cavallet, amb cert sentit planimètric. Sempre va realitzar la pintura mural amb  oli sobre tela que superposava al mur, no coneixia o no va voler emprar ni el temple ni el fresc, i es va acontentar imitant la seva qualitat. Això presenta actualment un greu problema de conservació.
El 1898 es van donar per finalitzades les pintures del Cambril de Montserrat i de seguida van aparèixer diversos articles elogiant l'obra. El Cambril de Montserrat va ser doncs, la primera gran pintura decorativa de Llimona, a la que van seguir els seus grans murals, la major part d'ells dedicats al temple o a l'altar; com per exemple el fris de la capella de les Germanetes dels Pobres de Vic o les dues grans teles destinades a l'església de  Sant Felip Neri. Alternant sempre les seves grans obres amb pintures i dibuixos de mida més reduïda, gènere que mai va abandonar.
Poc temps després va decorar la semi-cúpula del convent de les Carmelites de la Caritat anomenat l'Escorial de Vic; la composició va ser considerada com una de les seves obres més reeixides, definitiva i magistral. Tot i que ja era un artista consagrat, a partir de la realització d'aquesta obra li van sorgir més encàrrecs religiosos i d'altres particulars de cases barcelonines, com per exemple la casa Recolons.

### Darrers anys
Durant un període que compren aproximadament des de l'any 1908 al 1912, Llimona gairebé no participa en les exposicions que se celebren a Barcelona, a les que abans acostumava a assistir amb regularitat. Tenint en compte que aquesta època de la seva vida artística coincideix amb la mort de la seva dona, no és difícil imaginar que els problemes familiars van repercutir a la seva obra.
Al voltant de 1910, a través de l'amistat que l'unia amb el pintor Antonio Utrillo, va conèixer a Maria Raymat i Barcino, amb qui es casa l'octubre de 1911. Amb la seva nova esposa, vint anys més jove que ell, va tenir quatre fills més que es van unir en una gran família amb els sis fills del matrimoni anterior. El nou hàlit optimista que omple l'existència de Joan Llimona quedarà reflectit en la seva obra, que sempre es farà ressò dels esdeveniments fonamentals de la seva vida.
El 1912 inicia una nova etapa d'exposicions, presentant a la Sala Parés unes pintures destinades a decorar el baldaquí de l'altar major de la basílica de Santa Maria de Ripoll, que guarda molta relació amb la decoració que Antoni Gaudí estava dissenyant en aquell moment per a la Seu de Palma.
Durant els estius de 1912 i 1913, Llimona es va traslladar amb la seva família a Blanes, on va prendre una sèrie d'impressions inoblidables del paisatge del mar i de la Costa Brava. El 1924 va estiuejar a Olot junt amb el seu germà Joan i finalment va fixar la seva residència estival a Vilassar de Mar, posant en pràctica els seus coneixements d'arquitectura per a la construcció d'una torre. En aquesta darrera etapa de la seva vida, la seva obra pictòrica va adquirir un nou vigor i joventut; en els seus freqüents viatges a París va captar la lluminositat dels  impressionistes, i també el color i el sentiment d'alguns  simbolistes i dels que es van anomenar  fauves, d'una manera gairebé inconscient. Joan Llimona torna la vista a la naturalesa, cultivant, com havia fet sempre, el gènere del paisatge però amb la predilecció per incorporar-hi la figura humana.
Més tard, els anys 1922 i 1923 va realitzar unes pintures retolades al peu amb frases evocadores del motiu que les va inspirar. Encara el 1924 i el 1925 va realitzar exposicions individuals a les Galeries Laietanes i a la Sala Parés.
Finalment, el 23 de febrer de 1926 a l'edat de 65 anys, va morir a Barcelona. El Cercle Artístic de Sant Lluc, el Reial Cercle Artístic, les Galeries Laietanes i el Foment de Pietat Catalana li van retre diversos homenatges.

## Obra
El catàleg d'obres de Joan Llimona és molt extens, al llarg de tota la seva carrera professional va realitzar al voltant de tres-centes obres. La major part van ser pintures, de petit i de gran format, així com pintura mural. També va realitzar una nombrosa quantitat de dibuixos preparatoris i alguns cartells publicitaris.

## Tornant del tros / La mort sobtada
Tornant del tros i La mort sobtada són dues obres de Joan Llimona que estan pintades una sobre l'altre, al mateix llenç. Aquesta peculiaritat ha fet que se li hagin dedicat diversos estudis, a partir d'anàlisis històrics i físics, amb l'objectiu de donar a conèixer aquesta particularitat i alhora poder verificar-la. I és per això que es considera l'obra més destacada de Joan Llimona.

## Galeria d'imatges

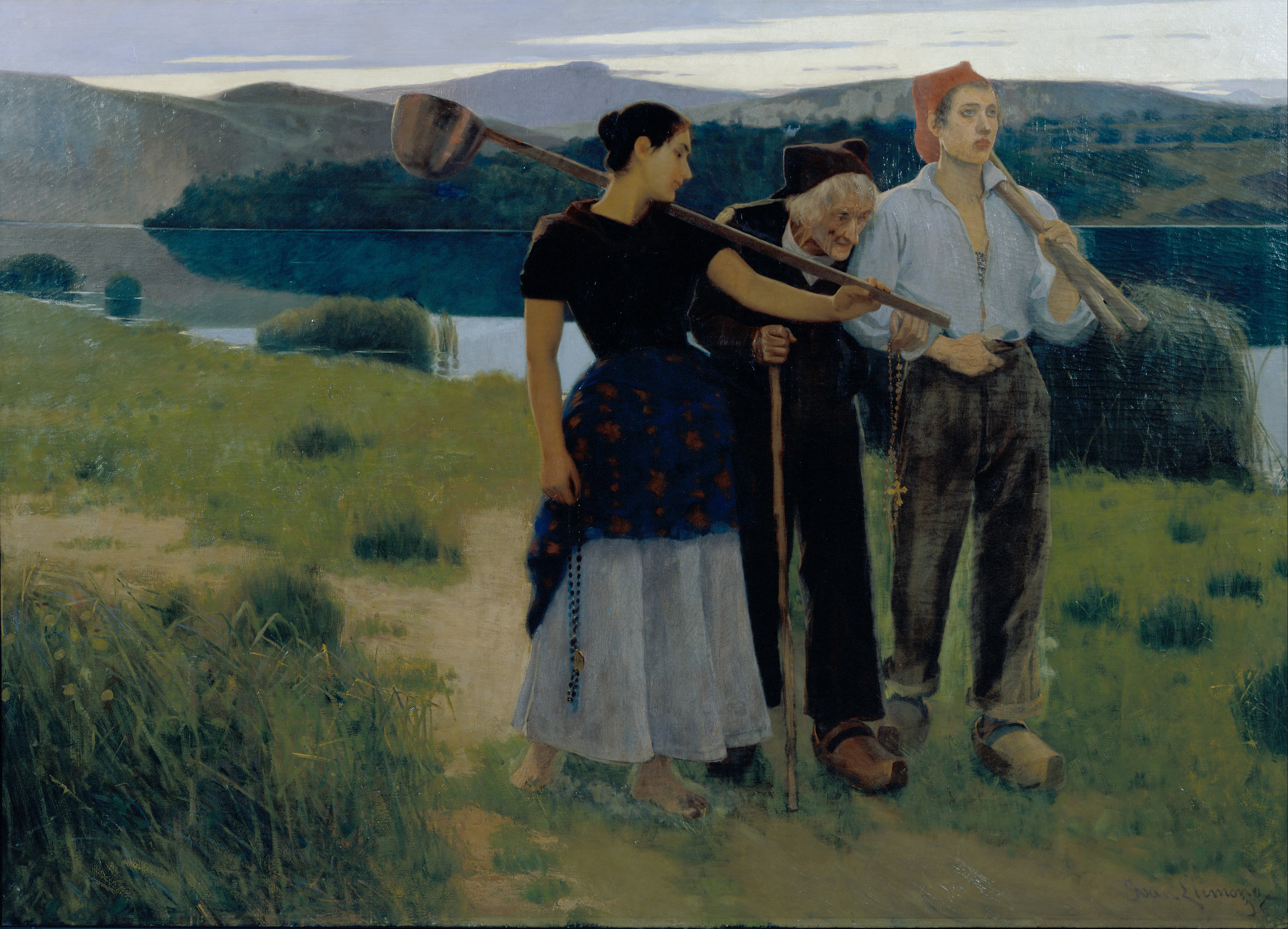
Tornant del tros (1896), MNAC.
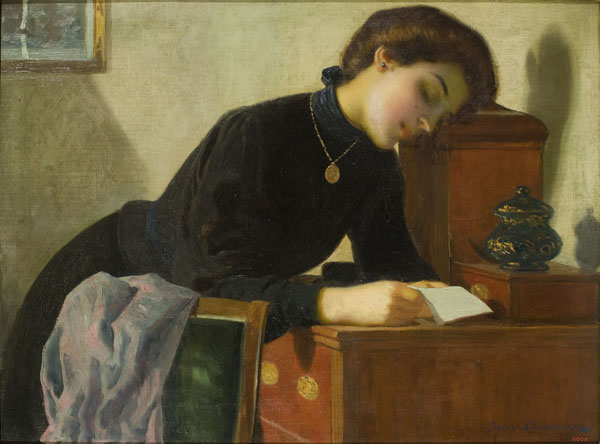
La Carta (1905), MNAC.
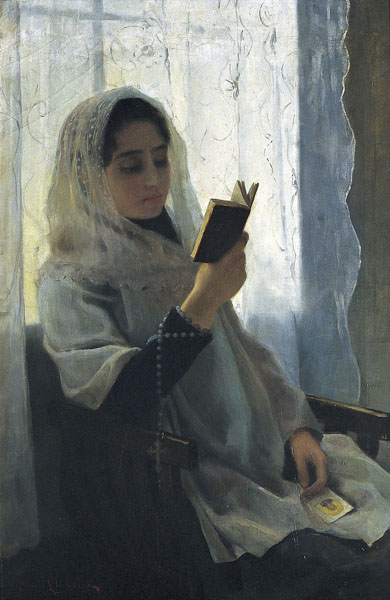
Lectura (1891), MNAC.
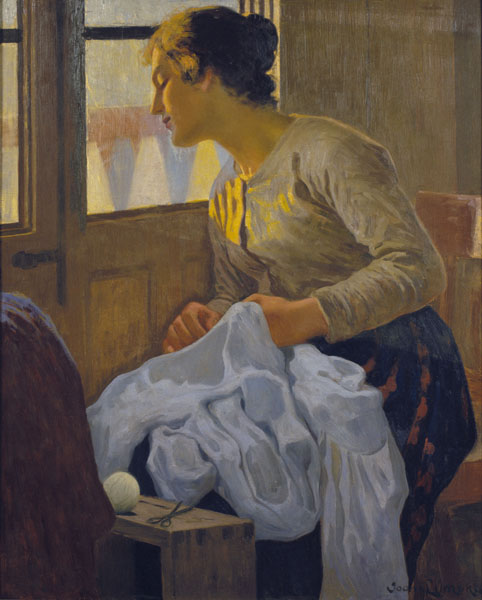
L'esposa (ca. 1906), MNAC.
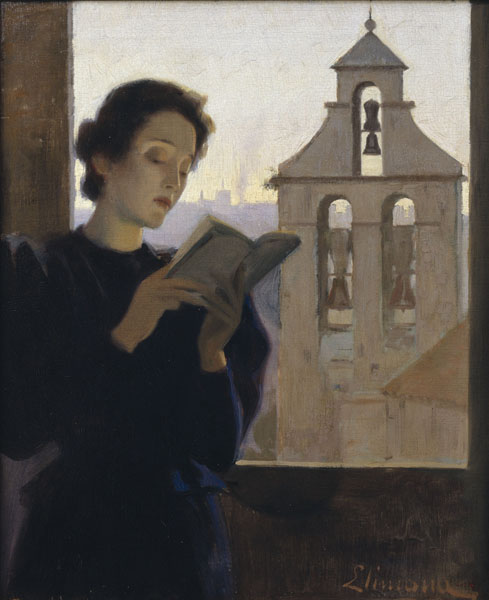
Noia llegint (1900-1905), MNAC.
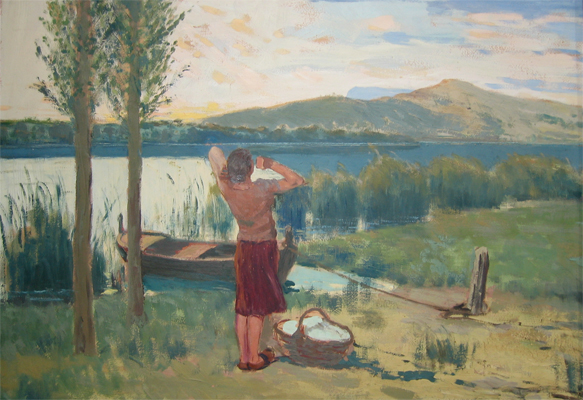
Noia estirant-se (1916), Col. particular.
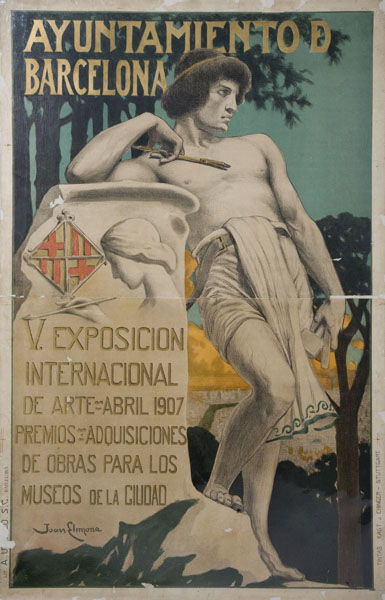
V Exposicion Internacional de Arte. Abril 1907 (1907), MNAC.
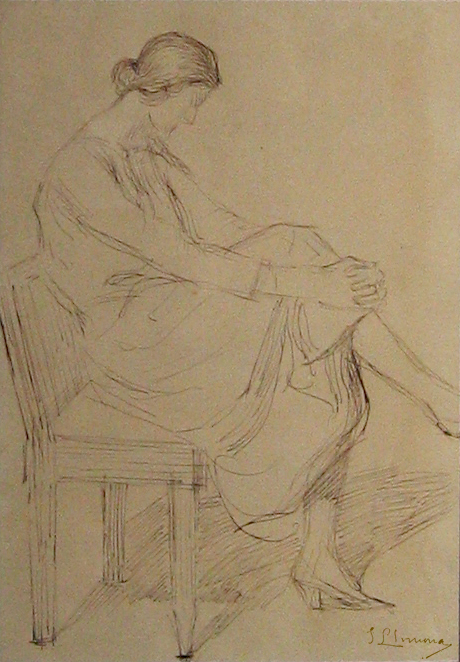
Apunt (1917), MNAC.
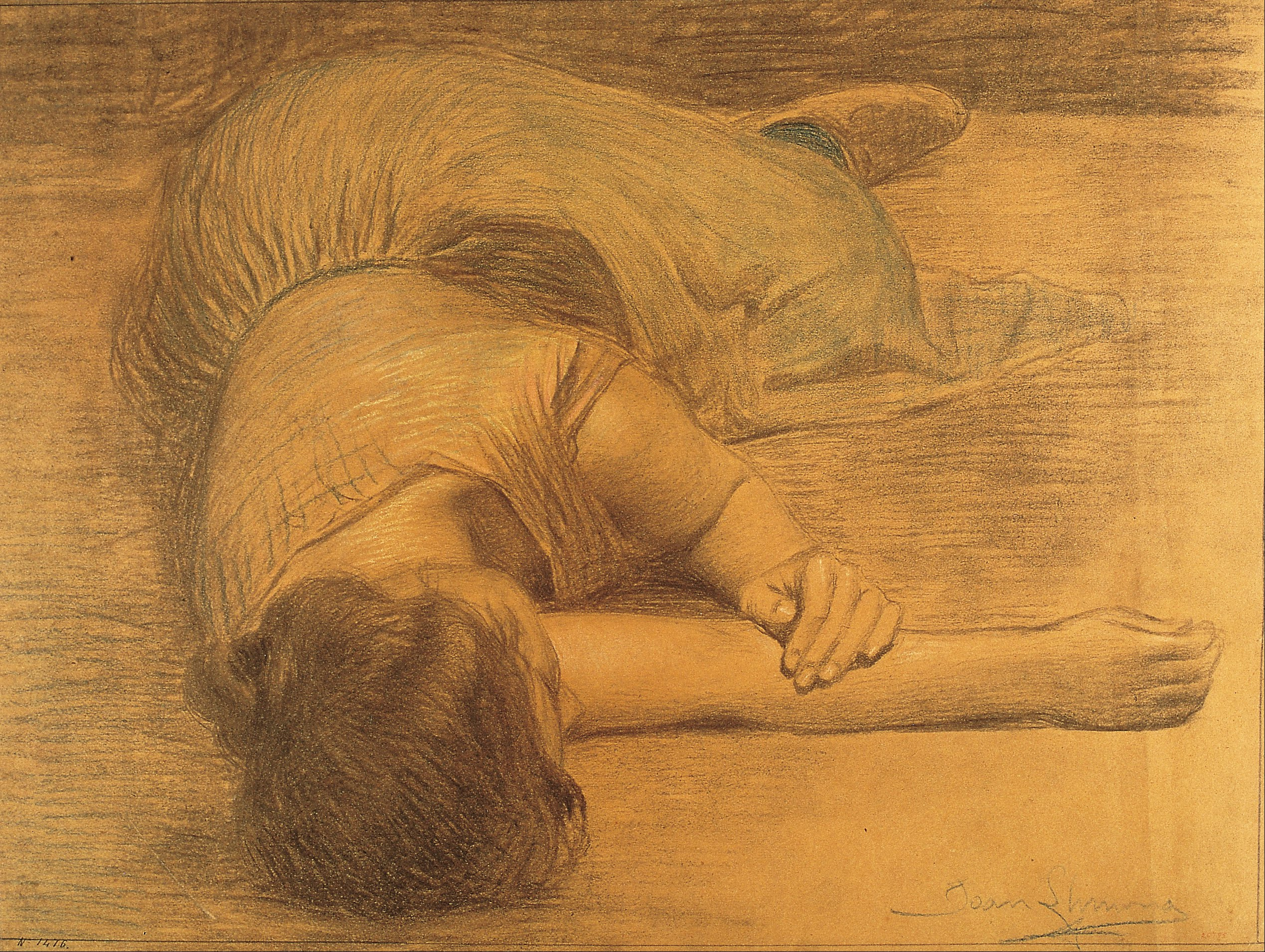
Dona estesa (ca. 1902), MNAC.
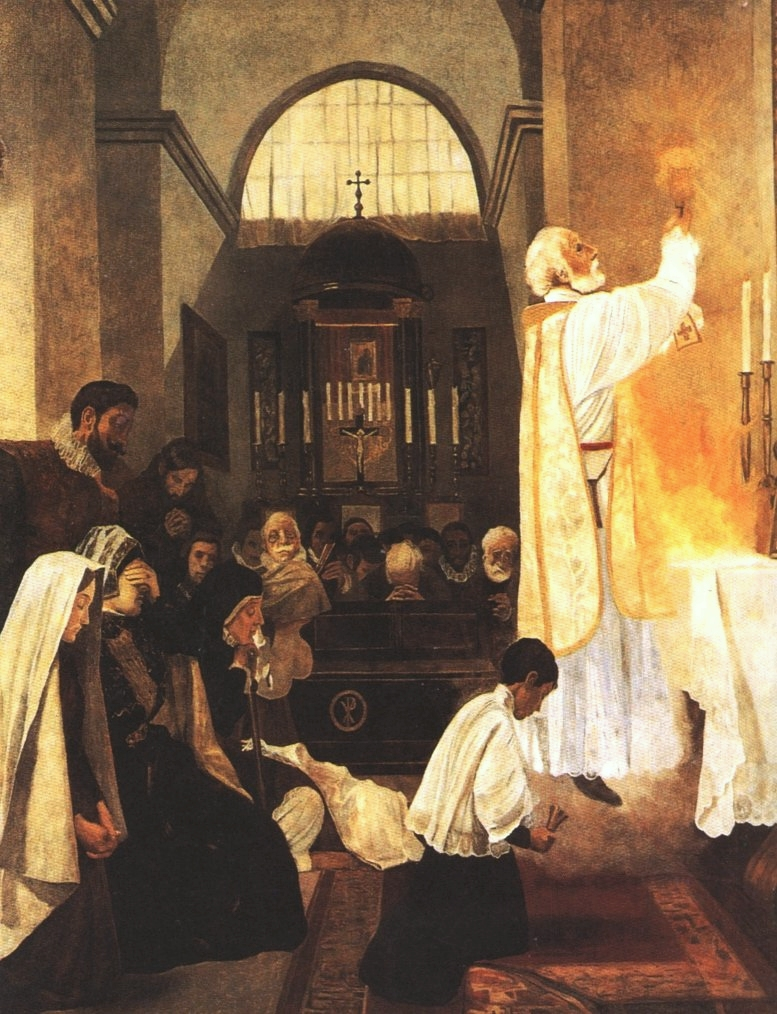
Sant Felip Neri en la consagració de la Santa Missa (1902), Col. particular.
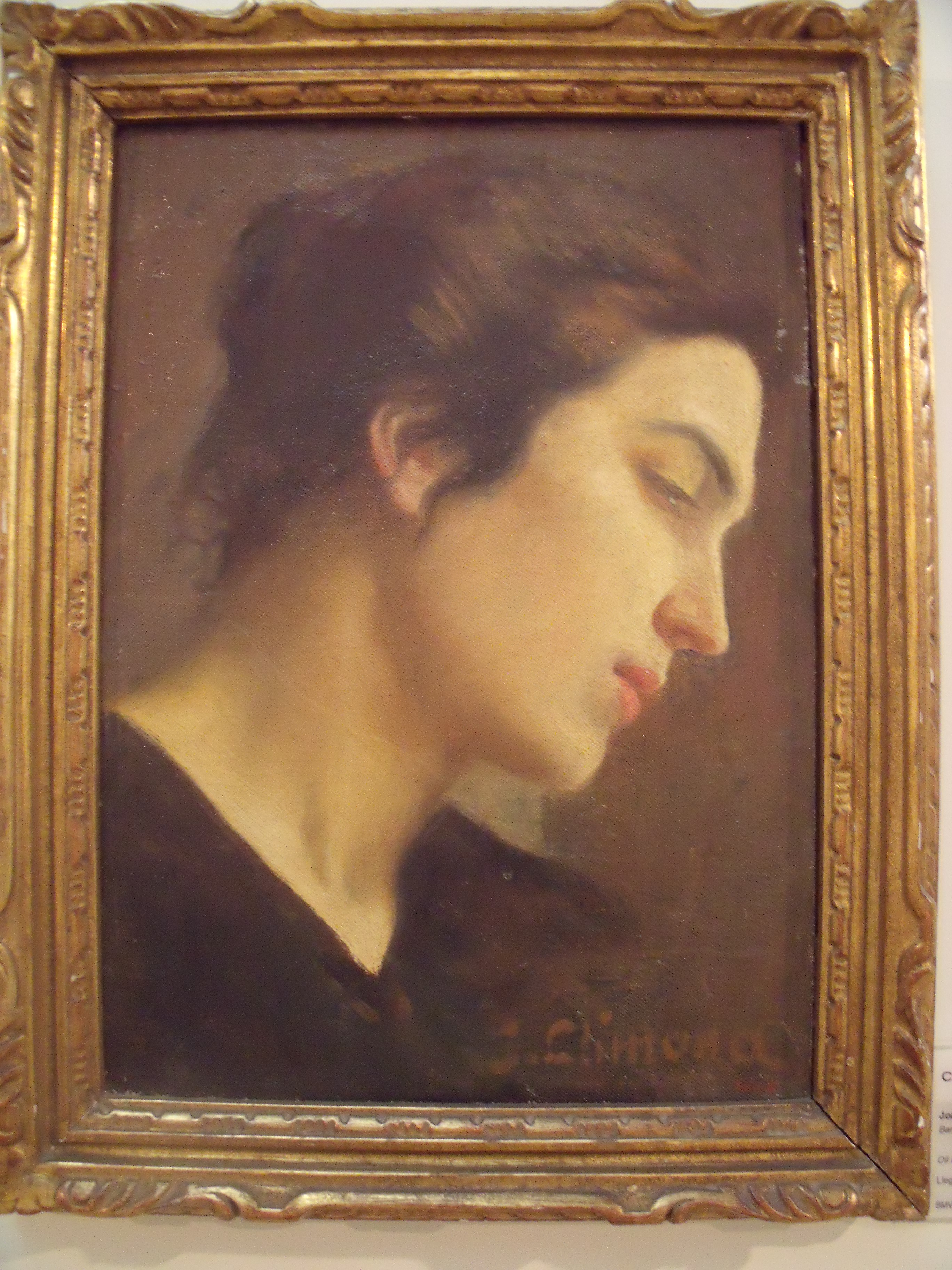
Retrat perfil - Joan Llimona Bruguera - Llegat 56 - 1668